# Klubi Futbollistik Shkupi
Il Klubi Futbollistik Shkupi, meglio noto come Shkupi (in albanese Club Calcistico Skopje), è una società calcistica macedone con sede nella città di Skopje. Milita nella Prva liga, la massima divisione del campionato macedone di calcio.

## Storia
Il Klubi Futbollistik Shkupi è stato costituito nel 2012 dalla fusione tra l'FK Albarsa e lo Sloga Jugomagnat, di cui lo Shkupi è considerato il club successore. Dal 2014 è presente anche una squadra di calcio a 5. Nel 2015-2016 la squadra esordisce nella Prva liga, la massima divisione del campionato macedone di calcio, e due stagioni dopo, grazie al quarto posto finale, si qualifica per l'Europa League. Nel 2021-2022 vince per la prima volta il campionato.
Il 16 marzo 2025 muore a seguito delle ustioni e intossicazione dovute ad un incendio nella discoteca "Club Pulse" di Kočani nella regione Orientale della Macedonia del Nord, nella quale sono morte 59 persone ed altre 155 sono rimaste ferite, il centrocampista delle colombe Andrej Lazarov. L'atleta si è distinto per il suo eroismo ed altruismo, cercando di fare uscire dal locale in fiamme più persone possibili, cosa che poi gli è costata la vita.

## Allenatori e presidenti
| Allenatori - 1997-1998 Zlatko Krmpotić - 1999-2001 Gjorgji Jovanovski - 2010 Mensur Nedzipi - 2014-2016 Zekirija Ramadani - 2016 Visar Ganiu - 2016-2018 Ardijan Nuhiu - 2018 Zekirija Ramadani - 2018 Hayati Soydaş - 2018 Ümit Karan - 2019-2020 Qatip Osmani - 2020 Muharem Bajrami - 2020 Ümit Karan - 2021 Hasan Özer - 2021 Enes Kjail - 2021-oggi Goce Sedloski | Presidenti - 2015-oggi Ejup Ademi |

## Palmarès

### Competizioni nazionali
- Campionato macedone: 1

2021-2022
- Vtora Liga: 1

2014-2015
- Treta Liga: 1

2012-2013

### Altri piazzamenti
- Campionato macedone:

Secondo posto: 2020-2021, 2022-2023
Terzo posto: 2023-2024
- Coppa di Macedonia:

Semifinalista: 2023-2024

### Calcio a 5
- Campionato macedone: 5

2016-2017

## Statistiche e record

### Statistiche nelle competizioni internazionali
| Competizione                  | Partecipazioni | G | V | N | P | RF | RS |
| ----------------------------- | -------------- | - | - | - | - | -- | -- |
| UEFA Europa League            | 3              | 5 | 0 | 2 | 3 | 5  | 9  |
| UEFA Europa Conference League | 1              | 4 | 1 | 1 | 2 | 3  | 6  |

## Organico

### Rosa 2021-2022
Aggiornata al 13 luglio 2021.
| N. |                               | Ruolo | Calciatore            |
| -- | ----------------------------- | ----- | --------------------- |
| 1  | Macedonia del Nord (bandiera) | P     | Kristijan Naumovski   |
| 2  | Ruanda (bandiera)             | D     | Abdul Rwatubyaye      |
| 3  | Macedonia del Nord (bandiera) | D     | Blerton Sheji         |
| 4  | Macedonia del Nord (bandiera) | D     | Ardit Ilazi           |
| 6  | Senegal (bandiera)            | C     | Faustin Senghor       |
| 7  | Macedonia del Nord (bandiera) | A     | Kire Markoski         |
| 8  | Macedonia del Nord (bandiera) | A     | Kristijan Trapanovski |
| 9  | Macedonia del Nord (bandiera) | A     | Marko Gjorgjievski    |
| 10 | Costa Rica (bandiera)         | C     | Freddy Álvarez        |
| 11 | Macedonia del Nord (bandiera) | A     | Matej Cvetanoski      |
| 12 | Macedonia del Nord (bandiera) | P     | Artan Ilazi           |

| N. |                               | Ruolo | Calciatore               |
| -- | ----------------------------- | ----- | ------------------------ |
| 15 | Senegal (bandiera)            | A     | Barry Mouhamadou Souahib |
| 16 | Macedonia del Nord (bandiera) | D     | Aleksandar Gjurkovski    |
| 18 | Macedonia del Nord (bandiera) | D     | Fisnik Zuka              |
| 20 | Algeria (bandiera)            | A     | Walid Hamidi             |
| 23 | Macedonia del Nord (bandiera) | C     | Ramin Alii               |
| 25 | Kosovo (bandiera)             | C     | Bujar Shabani            |
| 29 | Macedonia del Nord (bandiera) | D     | Konstantin Cheshmedjiev  |
| 30 | Macedonia del Nord (bandiera) | C     | Ali Adem                 |
| 33 | Macedonia del Nord (bandiera) | D     | Tome Kitanovski          |
| 34 | Macedonia del Nord (bandiera) | D     | Fati Ismaili             |

### Rosa 2018-2019
Aggiornata al 31 agosto 2018.
| N. |                               | Ruolo | Calciatore                           |
| -- | ----------------------------- | ----- | ------------------------------------ |
| 1  | Macedonia del Nord (bandiera) | P     | Suat Zendeli                         |
| 2  | Nigeria (bandiera)            | D     | Abdulkadir Zango                     |
| 3  | Austria (bandiera)            | D     | Toni Tipurić                         |
| 4  | Albania (bandiera)            | D     | Amir Bilali                          |
| 5  | Macedonia del Nord (bandiera) | C     | Muharem Bajrami (capitano)           |
| 7  | Macedonia del Nord (bandiera) | D     | Błagojcze Lamczewski (vice capitano) |
| 8  | Costa d'Avorio (bandiera)     | C     | Armel Dakouri                        |
| 9  | Macedonia del Nord (bandiera) | A     | Suhejlj Muharem                      |
| 10 | Macedonia del Nord (bandiera) | A     | Baže Ilijoski                        |
| 13 | Macedonia del Nord (bandiera) | P     | Igor Aleksovski                      |
| 14 | Kosovo (bandiera)             | C     | Ron Broja                            |

| N. |                               | Ruolo | Calciatore          |
| -- | ----------------------------- | ----- | ------------------- |
| 15 | Guinea Equatoriale (bandiera) | D     | Basilio Ndong       |
| 16 | Macedonia del Nord (bandiera) | D     | Besart Krivanjeva   |
| 19 | Macedonia del Nord (bandiera) | A     | Viktor Angelov      |
| 20 | Brasile (bandiera)            | A     | Serginho            |
| 23 | Macedonia del Nord (bandiera) | A     | Kristijan Stojkoski |
| 25 | Macedonia del Nord (bandiera) | A     | Artan Veliu         |
| 32 | Macedonia del Nord (bandiera) | A     | Abdulhadi Jahja     |
| 33 | Albania (bandiera)            | D     | Besir Ramadani      |
| 88 | Macedonia del Nord (bandiera) | A     | Jusuf Aliu          |
|    | Nigeria (bandiera)            | D     | Onyebuchi Ifeanyi   |

### Rosa 2017-2018
| N. |                               | Ruolo | Calciatore                       |
| -- | ----------------------------- | ----- | -------------------------------- |
| 1  | Macedonia del Nord (bandiera) | P     | Suat Zendeli                     |
| 3  | Austria (bandiera)            | D     | Toni Tipurić                     |
| 4  | Macedonia del Nord (bandiera) | D     | Edis Maliki                      |
| 5  | Macedonia del Nord (bandiera) | C     | Muharem Bajrami (capitano)       |
| 7  | Macedonia del Nord (bandiera) | D     | Błagojcze Lamczewski             |
| 8  | Macedonia del Nord (bandiera) | C     | Bunjamin Shabani (vice capitano) |
| 10 | Macedonia del Nord (bandiera) | C     | Omar Imeri                       |
| 11 | Macedonia del Nord (bandiera) | C     | Valentin Kocoski                 |
| 12 | Macedonia del Nord (bandiera) | P     | Burhan Mustafa                   |
| 14 | Kosovo (bandiera)             | C     | Ron Broja                        |
| 15 | Guinea Equatoriale (bandiera) | D     | Basilio Ndong                    |

| N. |                               | Ruolo | Calciatore          |
| -- | ----------------------------- | ----- | ------------------- |
| 16 | Macedonia del Nord (bandiera) | D     | Besart Krivanjeva   |
| 18 | Macedonia del Nord (bandiera) | A     | Baže Ilijoski       |
| 19 | Germania (bandiera)           | C     | Stephan Vujčić      |
| 20 | Macedonia del Nord (bandiera) | C     | Ermedin Adem        |
| 23 | Macedonia del Nord (bandiera) | A     | Kristijan Stojkoski |
| 25 | Turchia (bandiera)            | C     | Emre Can            |
| 29 | Macedonia del Nord (bandiera) | A     | Shpend Asani        |
| 32 | Guinea Equatoriale (bandiera) | D     | Mariano Ondo        |
| 89 | Macedonia del Nord (bandiera) | A     | Alen Jašaroski      |
|    | Macedonia del Nord (bandiera) | A     | Fati Ismaili        |

### Rosa 2016-2017
| N. |                               | Ruolo | Calciatore                  |
| -- | ----------------------------- | ----- | --------------------------- |
| 1  | Macedonia del Nord (bandiera) | P     | Suat Zendeli                |
| 4  | Macedonia del Nord (bandiera) | D     | Edis Maliki                 |
| 5  | Macedonia del Nord (bandiera) | C     | Muharem Bajrami (capitano)  |
| 6  | Macedonia del Nord (bandiera) | D     | Besart Krivanjeva           |
| 7  | Albania (bandiera)            | A     | Florijan Kadriu             |
| 8  | Macedonia del Nord (bandiera) | C     | Bunjamin Shabani            |
| 9  | Macedonia del Nord (bandiera) | A     | Husein Demiri               |
| 10 | Macedonia del Nord (bandiera) | C     | Besar Iseni (vice capitano) |
| 11 | Albania (bandiera)            | A     | Jasir Asani                 |
| 12 | Macedonia del Nord (bandiera) | P     | Marjan Madzaroski           |
| 14 | Macedonia del Nord (bandiera) | C     | Filip Janevski              |

| N. |                               | Ruolo | Calciatore           |
| -- | ----------------------------- | ----- | -------------------- |
| 15 | Macedonia del Nord (bandiera) | D     | Sedat Berisha        |
| 16 | Macedonia del Nord (bandiera) | C     | Armend Gashi         |
| 17 | Gabon (bandiera)              | A     | Aliou Traoré         |
| 20 | Macedonia del Nord (bandiera) | C     | Ermedin Adem         |
| 21 | Macedonia del Nord (bandiera) | D     | Samir Shabani        |
| 22 | Macedonia del Nord (bandiera) | D     | Bujamin Asani        |
| 23 | Macedonia del Nord (bandiera) | D     | Dimitrija Lazarevski |
| 24 | Macedonia del Nord (bandiera) | D     | Fisnik Zuka          |
| 25 | Macedonia del Nord (bandiera) | A     | Fatmir Arif          |
|    | Macedonia del Nord (bandiera) | P     | Amir Jasar           |
|    | Macedonia del Nord (bandiera) | P     | Burhan Mustafa       |